# Georges Stuber

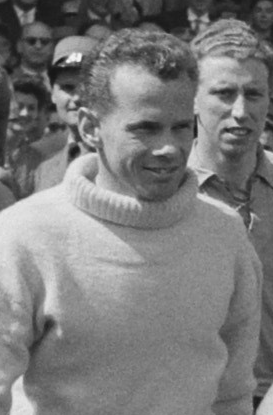
Georges Stuber (1954)

Georges Stuber (* 11. Mai 1925; † 16. April 2006) war ein Schweizer Fussballspieler.

## Sportlicher Werdegang
Stuber begann seine Karriere im Erwachsenenbereich beim FC Luzern. 1948 wechselte der Torhüter zum FC Lausanne-Sports, dort avancierte er zum Nationalspieler und debütierte im Oktober 1949 in der Schweizer Fussballnationalmannschaft («Nati»). Nachdem er mit dem Klub 1950 im Wiederholungsspiel gegen Cantonal Neuchâtel den Schweizer Cup geholt hatte, gehörte er im Sommer des Jahres zum Kader der Nationalauswahl bei der Weltmeisterschaft 1950 in Brasilien. Dort bestritt er die ersten beiden Gruppenspiele, nach der 0:3-Auftaktniederlage gegen Jugoslawien war das Spiel gegen Gastgeber Brasilien eine seiner Sternstunden. Auch dank seinen Paraden erreichte die «Nati» ein 2:2-Remis. Nachdem dennoch das Ausscheiden damit frühzeitig feststand, durfte Adolphe Hug im abschliessenden Gruppenspiel gegen Mexiko das Schweizer Tor hüten.
In der an das WM-Turnier anschliessenden Spielzeit 1950/51 war Stuber Teil der Lausanner Mannschaft, die den sechsten Meistertitel der Vereinsgeschichte gewann. In den folgenden Jahren konnte er mit dem Club nicht mehr an den Erfolg anknüpfen, blieb jedoch im Kreis der Nationalmannschaft. Somit gehörte er auch bei der Heim-WM 1954 zum Aufgebot von Nationaltrainer Karl Rappan. Überraschend überliess dieser jedoch Eugène Parlier den Platz zwischen den Pfosten, als ausgerechnet im Lausanner Stade Olympique de la Pontaise das Turnier für die Schweizer begann und später im Viertelfinal gegen Österreich in der Hitzeschlacht von Lausanne endete. Im Mai 1955 bestritt Stuber das letzte seiner 14 Länderspiele, parallel erreichte er auf Vereinsebene in der Nach-WM-Saison 1954/55 die Vizemeisterschaft hinter dem FC La Chaux-de-Fonds.
1957 wechselte Stuber zum Servette FC Genève. Hier stand er 1959 noch einmal im Final um den Schweizer Cup, den jedoch der FC Grenchen mit einem 1:0-Erfolg für sich entschied. Anschliessend wurde er von René Schneider als Genfer Torhüter beerbt und beendete seine Laufbahn.